# Arizona (film, 1913)
Pour les articles homonymes, voir Arizona (homonymie).

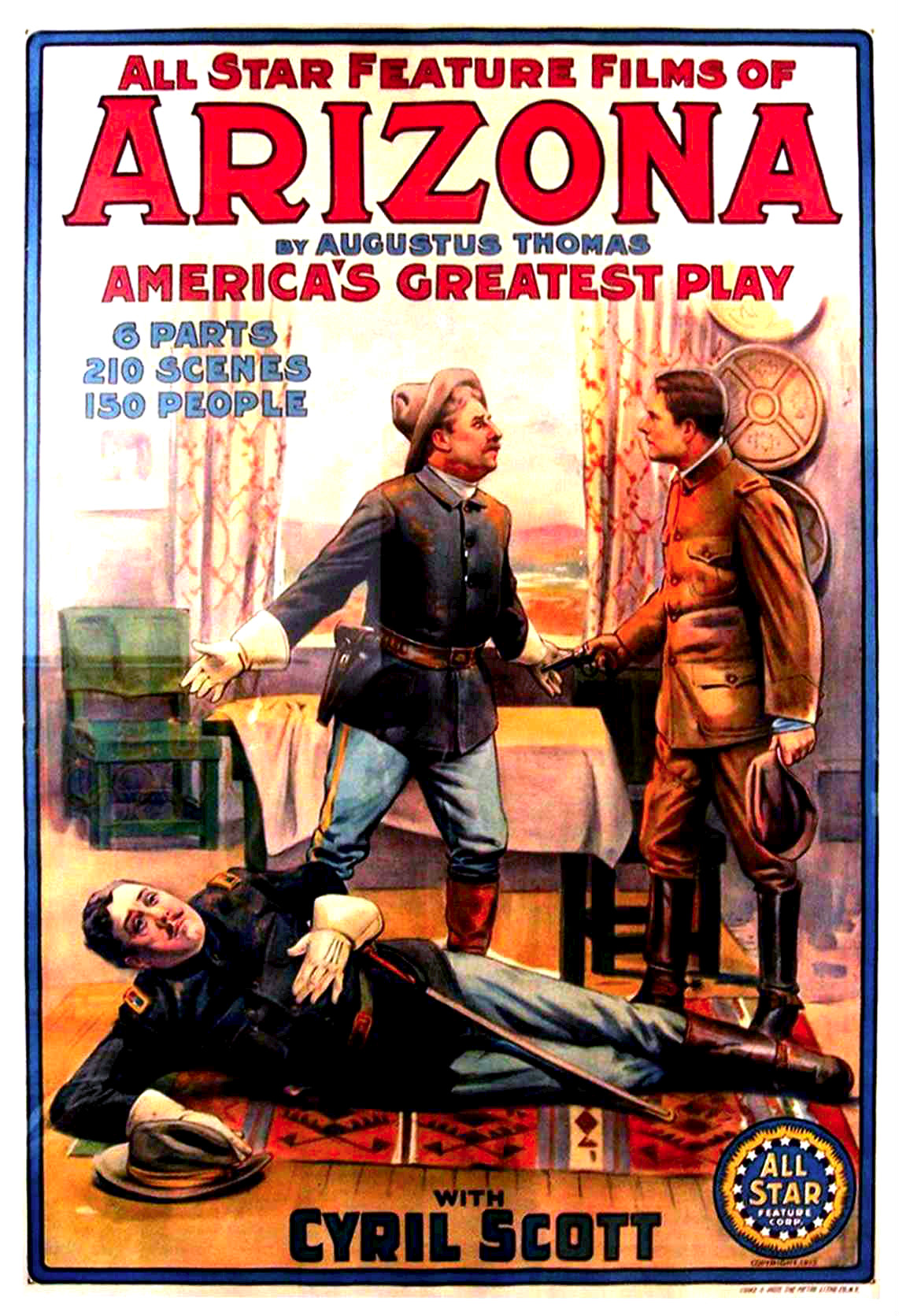
Affiche de cinéma

Arizona est un film américain sorti en 1913.
Film muet, considéré comme le premier long métrage de l'histoire du western,, il y a une incertitude sur l'identité de son réalisateur. Selon les sources, la réalisation est attribuée à Lawrence B. McGill ou à Augustus E. Thomas.

## Fiche technique
- Titre original : Arizona
- Réalisation : Lawrence B. McGill ou Augustus E. Thomas (selon les sources)
- Scénario : d'après une pièce de Augustus E. Thomas
- Photographie : Lucien Tainguy
- Direction artistique : Henry Allen Farnham
- Société de production : All Star Feature Film Corp.
- Pays de production :  États-Unis
- Langue originale : anglais (cartons)
- Format : Noir et blanc - muet - 1,33:1
- Longueur : 6 bobines[1]
- Sortie : août 1913 aux États-Unis

## Distribution
- Robert Broderick : Henry Canby
- Cyril Scott : Lieutenant Denton
- Gail Kane : Bonita Canby
- William Conklin : Capitaine Hodgman
- Francis Carlyle : Colonel Bonham
- H.D. Blakemore : Dr Fenlon
- Alma Bradley : Lena Kellar
- Gertrude Shipman : Estrella Bonham
- Wong Ling : Sam Wong
- Elizabeth McCall : Mme Canby
- Charles E. Davenport : Tony Mostano
- Charles Graham : Sergent Kellar